# 别名
別名（sobriquet）是指人或事物除了本名以外的名稱。不同文化中的人名有不同的別名。東亞傳統上一個人除了本名外還有多個別名，功能各有不同。如小時候親屬所稱的乳名，成年時取的字，自己另取的號等。用來隱藏一個人的真實身份的化名也是別名的一種。從事某些職業的人有時會為自己取一個與本名不同的名稱，例如藝人取的藝名、作家取的筆名，古時官府登載名等。此外，綽號、暱稱、泛稱、網名等也屬於別名。
西方文化中，別名（alias）也可能姓氏用以區別於其他同姓家庭的用戶的一個額外組成部分，類似東亞的祧字。別名粒子最初在英格蘭被用來澄清身份。例如，來自埃克塞特史密斯家族的一名成員可能自稱「史密斯別名埃克塞特」，或「埃克塞特別名史密斯」。